# Laura (nom)
Laura és un nom propi femení. Prové del llatí laurus ('llorer'), i fa referència a la corona triomfal feta de llorer que portaven els vencedors d'una competició.

## Origen i difusió
Etimològicament prové del llatí laurus, 'llorer', i per metonímia significa 'victoriosa', atès que a l'Antiguitat es coronava amb una corona de llorers els vencedors d'una competició. En llatí, laurea significa, justament, 'corona de llorer', i per extensió 'victòria', 'glòria'. També és possible que en llatí el nom de Laura funcionàs com a femení de Llorenç (Laurentius), que té el mateix origen. És un nom paral·lel al grec Dafne, que en grec també significa 'llorer'.
Tot i el seu origen llatí, no es documenta en cap moment de l'Antiguitat i, a banda de l'existència de Laura de Còrdova el segle ix, no fou un nom conegut fins que Petrarca no el popularitzà a les seves composicions com a nom de la seva estimada. Sembla que aquest nom podria fer referència a Laura de Noves, noble provençal de la família de Sade, o alternativament podria ser un nom imaginat per Petrarca en referència als certàmens poètics de l'antiguitat.

## Santoral
- Laura de Constantinoble (ca. 1400 - 1453), abadessa a Constantinoble martiritzada a l'entrada dels otomans: 29 de maig
- Santa Laura, verge, 1 de juny i 18 d'agost[cal citació]
- Laura de Còrdova (ca. 800 - 864), viuda i màrtir cordovesa: 19 d'octubre

## Personatges
Noblesa
- Laura de Bigorra, comtessa de Bigorra de 1283 a 1292
- Laura de Noves, dama provençal, esposa d'Hug de Sade, possible estimada de Petrarca
- Laura Martinozzi, regent del Ducat de Mòdena
- Laure-Thérèse Cros, pretendent del tron del Regne de l'Araucania i la Patagònia[2]

Actrius
- Laura Betti, actriu italiana.
- Laura Conejero, actriu catalana.
- Laura Dern, actriu nord-americana.
- Laura Harring, actriu mexicana.
- Laura Linney, actriu nord-americana.
- Laura Mañá, actriu catalana.
- Laura Prepon, actriu nord-americana.

Cantants i músics
- Laura Almerich, músic catalana.
- Laura Aikin, cantant nord-americana.
- Maria Laura Corradini Falomir, Chenoa , cantant mallorquina.
- Laura Pausini cantant italiana.

Escriptores
- Laura Esquivel, escriptora mexicana.
- Laura Gallego García, escriptora valenciana.
- Laura Ingalls Wilder, escriptora nord-americana.
- Laura Mintegi, escriptora basca.
- Renada Laura Portet, escriptora catalana.
- Laura Riding, escriptora nord-americana.
- Laura Tohe, escriptora amerindia.

Esportistes
- Laura Campos Prieto, gimnasta extremenya.

Polítiques
- Laura Martínez Berenguer, política valenciana.
- Laura Massana i Mas, diputada del parlament de Catalunya.
- Laura Vilagrà i Pons, diputada del parlament de Catalunya.

Altres personatges
- Laura Bassi, primera professora universitària europea.
- Laura Welch Bush, ex primera dama dels Estats Units.
- Laura Lion, actriu porno txeca.
- Laura Palmer, la víctima de Twin Peaks